# Притулок для хлопчиків імені Г.Є.Чуркіна
У 1910 року на кошти родини купця Г. Є. Чуркіна зведена будівля професійно-технічного училища № 26 (неподалік від підніжжя Піщаної гори, поряд з Міським садом)

## Опис
Будівля двоповерхова, з цокольним поверхом, цегляна, П-подібна у плані, крила звернуті до двору.  Декорована колонами та півколонами, вікна по головному фасаду арочні, з наличниками, на другому поверсі із замками, головний вхід прикрашений портиком. Між першим і другим поверхами горизонтальний пояс.

## Історія
Григорій Єремійович Чуркін (1831—1900), купець І гільдії, був найбагатшою людиною в Крюкові. Він був одружений, але ні у першому, ні в другому шлюбі родина  не  мала дітей. Подружжя Чуркіних взяло на виховання сироту-племінницю. Г. Чуркін заповів значні кошти на побудову декількох притулків у Крюкові та Кременчуці;  на притулок для хлопчиків-сиріт — 50 тис. рублів на будівництво і понад 53 тис. рублів на утримання.
У 1910 році  міська дума відділяє від Міського саду ділянку землі, і тут за проєктом  міського техніка С. Л. Соколовського зводиться кам'яний Притулок для сиріт імені Г. Є. Чуркіна. Будівництвом і подальшою діяльністю притулку опікувалася вдова купця Олена Петрівна Чуркіна, уроджена Поддєрєгіна.
Крім притулку, в будинку знаходилося також початкове народне училище, а з 1916 р. ще й реміснича школа для утриманців притулку.
Під час Першої світової війни тут розміщувався військовий госпіталь. Після Жовтневої революції 1917 року тут деякий час існував дитячий будинок. У 1922 р. за рішенням місцевої влади було створено Першу Кременчуцьку професійно-технічну школу механічного фаху.
З 1925 до середини 1930-х рр. в будівлі училища знаходився індустріальний технікум, в якому у 1928-1931 рр. навчався заслужений діяч мистецтв УРСР, відомий український композитор Г. І. Майборода.
Георгій Іларіонович Майборода  (01.12.1913, х. Пелехівщина Глобинського р-ну Полтавської обл.. — 06.12.1992, м. Київ, Байкове кладовище) — Народний артист СРСР, лауреат премії  ім. Лисенка, Державної премії УРСР ім. Шевченка, учасник Другої світової війни, в'язень концтабору «Хорольська яма». У його творчості переважають симфонічні та музико-драматичні форми (опери «Милана», «Арсенал», «Тарас Шевченко», «Ярослав Мудрий», кантати «Дружба народів», вокально-симфонічна поема «Запорожці», три симфонії, симфонічні поеми «Лілея», «Каменярі», хори), а також романси, пісні, музика до кінофільмів. Громадський діяч — депутат Верховної Ради УРСР 7-9 скликань, член президії Республіканського Комітету захисту миру, голова Спілки композиторів України, секретар Спілки композиторів СРСР.  Нагороди: ордени Леніна, Трудового Червоного Прапора, Дружби народів, бойові нагороди.
Також в індустріальному технікумі навчався І. Д. Степаненко — міністр харчової промисловості УРСР, заступник голови Ради Міністрів Української РСР. З середини 1930-х рр. індустріальний технікум реорганізований у технікум механізації сільського господарства.
У 1926 р. при заводі шляхових машин було організовано школу фабрично-заводського учнівства, яка розмістилася у цій самій будівлі. В 1940 р. ФЗУ реорганізоване в ремісниче училище № 2. Можливо, у цей час технікум механізації сільського господарства був ліквідований.
На початку липня 1941 року ремісниче училище було евакуйоване до Магнітогорська, а в будинку розмістився евакогоспіталь № 1341 (діяв 24.06–08.08.1941 р.). Його начальником був кременчуцький лікар-ортопед С. Й. Лопата — засновник першої на Полтавщині ортопедичної майстерні.
В серпні 1941 р. у підвальному приміщенні технікуму знаходився штаб 297-ї стрілецької дивізії, яка обороняла Кременчук від гітлерівських загарбників.
У роки війни від будинку залишився лише обгорілий цегляний каркас. У січні 1944 р. училище повернулося з евакуації. Викладачі та учні почали відбудовувати майстерні і навчальний корпус училища.  У 1949 р. будинок відбудований із максимальним збереженням первісного вигляду.
У повоєнні часи заклад неодноразово змінював свою назву:
- 1944–1955 рр. — ремісниче училище № 2,
- 1955–1965 рр. — ремісниче училище № 3,
- 1965–1976 рр. — міське професійно-технічне училище № 5,
- 1976–1984 рр. — технічне училище № 8,
- з 1984 р. — середнє професійно-технічне училище № 26, зараз ПТУ № 26.

На початку 1990-х рр. було проведено часткове перепланування навчального приміщення училища. На першому поверсі актовий зал переробили на роздягальню та кабінет літератури.

## Сучасність
Завдяки спонсорській допомозі ПАТ «Кредмаш» та благодійним внескам батьків учнів, інженерно-педагогічний колектив ПТУ № 26 підтримує будівлю в належному стані. Були здійснені поточні ремонти приміщень училища, перекрито дах за сприяння Президента Наглядової ради ПАТ «Кредмаш» М. І. Данилейка.
За роки існування училище підготувало понад 30000 спеціалістів робітничих професій. Сьогодні професійно-технічне училище № 26 готує фахівців для виробництва і сфери послуг: токарів, слюсарів-складальників і ремонтників, електро- і газозварників, електромонтерів, кухарів, кондитерів, пекарів, контролерів-касирів, єдине в області навчає професії машиніста крана.
Будівля, створена як притулок для хлопчиків-сиріт, і сьогодні служить справі навчання та виховання підростаючого покоління.
Згідно з рішенням № 273 виконавчого комітету Кременчуцької міської ради народних депутатів від 07.04.1988 р. будинок колишнього Притулку для сиріт імені Г. Є. Чуркіна визнана пам'яткою історії та архітектури місцевого значення.

## Вшанування пам'яті
- 1987 р. — Меморіальна дошка Евакуаційному госпіталю № 1341
- 1993 р. — Меморіальна дошка Г. І. Майбороді
- 1995 р. — Меморіальна дошка на честь воїнів 297-ї стрілецької дивізії 38 армії Південно-Західного Фронту